# Korean Reinsurance Company
Korean Reinsurance Company — южнокорейская страховая и перестраховочная компания, с 2016 года входит в десятку крупнейших перестраховщиков мира.
Компания была основана в 1963 году как государственная, в 1978 году была приватизирована.
Страховые премии от прямого страхования в 2020 году составили 8,45 трлн южнокорейских вон, премии от перестрахования — 2,11 трлн вон. Страховые выплаты от прямого страхования — 6,77 трлн вон, от перестрахования — 2,55 трлн вон. Около четверти страховых премий дают зарубежные операции (Восточная Азия, Европа, Северная Америка, в меньшей мере другие регионы).
У компании 3 зарубежных отделения (Сингапур, Лабуан и Дубай) и 2 дочерние компании (в Лондоне и Гонконге); представительства имеются в Пекине, Токио, Нью-Йорке и Лондоне.